# Verrucospora
Verrucospora  is een geslacht van schimmels. De typesoort is Verrucospora verrucispora.

## Soorten
Volgens Index Fungorum telt het geslacht twee soorten (peildatum april 2023):
| Soortnaam                 | Auteur(s)        | Publicatiejaar |
| ------------------------- | ---------------- | -------------- |
| Verrucospora flavofusca   | (Henn.) Jülich   | 1982           |
| Verrucospora verrucispora | (Beeli) E. Horak | 1967           |